# Joan Howson

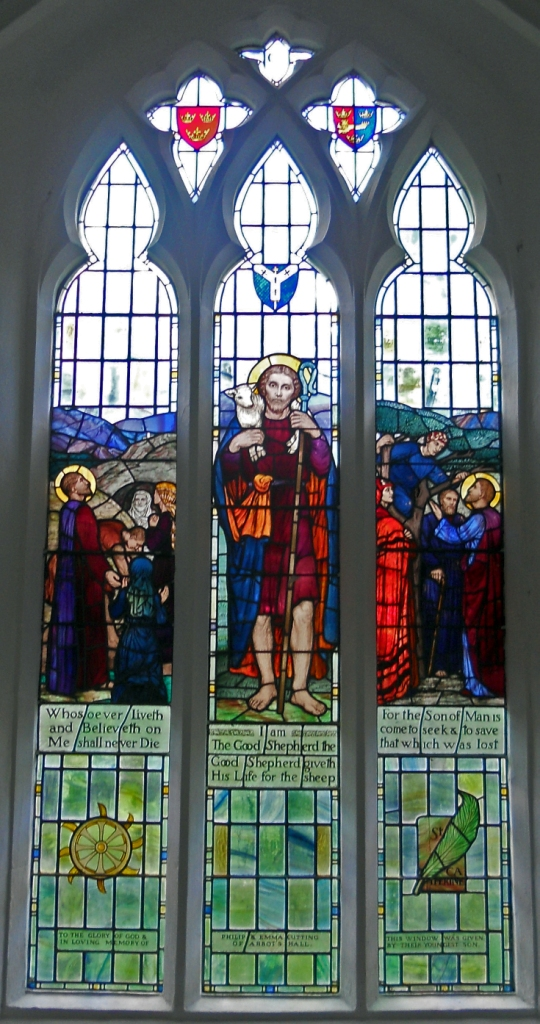
Guter-Hirte-Fenster in der Kirche der Hl. Katharina (Rad, Buch und Palmzweig unten) in Pettaugh, Townshend and Joan Howson, 1938

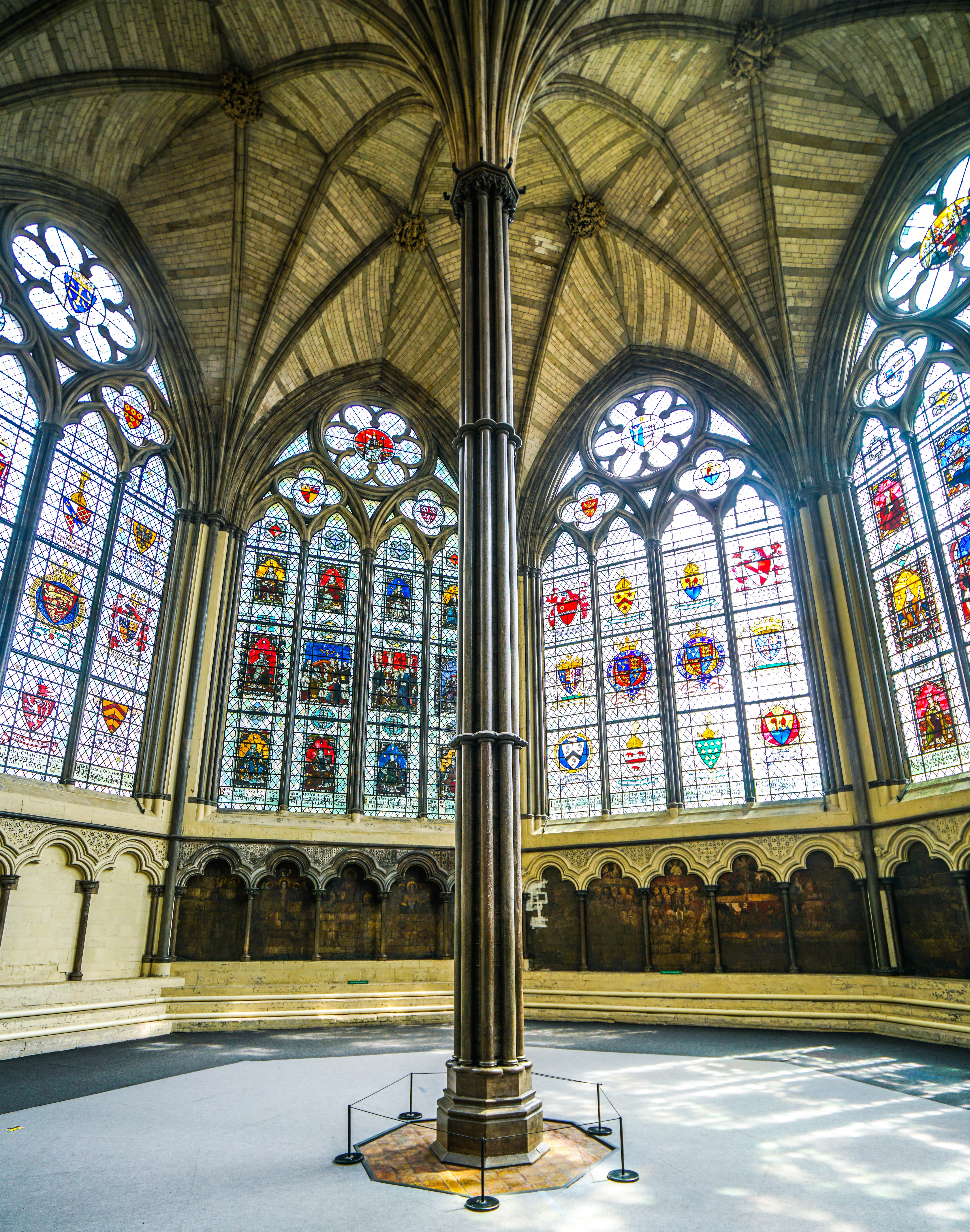
Von Howson aus Resten restaurierte Fenster im Kapitelsaal von Westminster Abbey, 1951

Joan Howson (* 9. Mai 1885 in Flintshire, Wales; † 10. Juni 1964 in Pwllheli, Caernarvonshire, Wales) war eine britische Glasmalerin des Arts and Crafts Movements. Sie wurde an der Liverpool School of Art, heute Teil der Liverpool John Moores University, ausgebildet, bevor sie 1913 Schülerin und Lehrling von Caroline Charlotte Townshend wurde. Später entwickelte sich eine lebenslange Partnerschaft zwischen den beiden, die ab 1920 unter dem Namen ihrer gemeinsamen Werkstatt Townshend and Howson Glasmalereien schufen.

## Leben
Howson wurde als Tochter von Ethel und George John Howson geboren. George Howson besuchte das Trinity College in Cambridge und war ein Erzdiakon. Ethel Howsons Vater war der Erzdiakon von Dealtry und Vikar von Maidstone. Joan Howson hatte vier ältere Brüder, von denen einer als Baby starb.
Sie engagierte sich in der Frauenbewegung der Suffragetten und im Sozialismus.
Howson wurde von 1909 bis 1912 an der Liverpool School of Art ausgebildet. Außerdem studierte sie Musik in Paris. Nach Abschluss ihrer Ausbildung lernte Howson Caroline Townshend in den Ateliers im Glass House in Fulham, im Südwesten Londons.Howson wurde 1912 oder 1913 Schülerin und Lehrling von Townshend.
Während des Ersten Weltkriegs arbeitete Howson in einer Krankenhauswäscherei und schloss sich später einer Quäkergruppe an, die in Nordfrankreich arbeitete.
1920 gründeten sie und Caroline Townshend ihre Partnerschaft Townshend and Howson, in deren Rahmen sie Aufträge erhielten; sie signierten ihre Werke mit ihren beiden Initialen („CCT“ und „JH“). Sie zogen in ein Haus nach Putney, die sie zu einem Atelier und einer Werkstatt umgebaut hatten, die sie auch mit der Glasmalerin M. E. Aldrich Rope teilten.
Während des Zweiten Weltkriegs kümmerte sie sich zusammen mit Townsend und Rope um evakuierte Kinder in drei Krankenhäusern in Nordwales. Townshend starb dabei 1944. Howson kehrte nach Putney zurück und nahm dort ihre Arbeit wieder auf, wobei sie sowohl die Initialen ihrer verstorbenen Partnerin als auch den Firmennamen beibehielt.
Sie restaurierte mittelalterliches Glas. Zwei bemerkenswerte Aufträge waren für die Abteilung für mittelalterliche Kunst der Universität Oxford  und ein Auftrag für die Kirche St. Maria Magdalena in Newark-on-Trent, bei denen sie Glasmalereien aus dem 14. Jahrhundert restaurierte.
Der Erzdiakon von Suffolk schenkte dem Victoria and Albert Museum eine Kiste mit mittelalterlichen Glasfragmenten aus der Kirche von Combs, Suffolk, die ein Explosionsunglück im Jahr 1871 verursacht hatte. Howson erhielt die Fragmente 1939, um sie wieder zusammenzusetzen, und führte die Arbeit kostenlos aus. Während des Zweiten Weltkriegs wurde der Glaskasten in einer Mine in Portmadoc, Nordwales, in Sicherheit gebracht. Nach Kriegsende erhielt sie die wiedergefundenen Fragmente, aber es sollte noch einige Jahre dauern, bis sie die Arbeit an dem Projekt wieder aufnahm, das sie 1952 abschloss; die Ergebnisse wurden in den südöstlichen Fenstern der Kirche installiert.
In der Zwischenzeit erhielt sie einen wichtigen Restaurierungsauftrag für die Westminster Abbey, um die während des Krieges beschädigten Fenster des Kapitelsaals zu restaurieren; sie arbeitete daran mit ihren Mitarbeitern Mary Eily de Putron, Leonard Banks, George Braggs, Nancy Collins, Bernardine Kellam Harris, Thomas Merritt, Eric Szabo und Percy Whale bis 1951. Dabei setzte sie die erhaltenen Glasscheiben aus dem 19. Jahrhundert im Wechsel mit neu geschaffenen Wappenmotiven in Klarglashintergründe ein.
Sie heiratete nie und starb kinderlos 1964 in Pwllheli.
Howson arbeitete unter dem Namen der Partnerschaft Townshend and Howson, ein größeres Werkverzeichnis befindet sich im Katalog der Ausstellung Women Stained Glass Artists of the Arts and Crafts Movement aus dem Jahre 1985.